# Trephionus nikkoensis
Trephionus nikkoensis is een keversoort uit de familie van de loopkevers (Carabidae). De wetenschappelijke naam van de soort is voor het eerst geldig gepubliceerd in 1883 door Henry Walter Bates.